# Le Tanu
Le Tanu – miejscowość i gmina we Francji, w regionie Normandia, w departamencie Manche.
Według danych na rok 1990 gminę zamieszkiwało 260 osób, a gęstość zaludnienia wynosiła 26 osób/km² (wśród 1815 gmin Dolnej Normandii Le Tanu plasuje się na 631. miejscu pod względem liczby ludności, natomiast pod względem powierzchni na miejscu 508.).